# Eudiaptomus chappuisi
Eudiaptomus chappuisi là một loài động vật giáp xác thuộc họ Diaptomidae. Đây là loài đặc hữu của Maroc.